# Branimira
Branimira je žensko osebno ime.

## Izvor imena
Ime Branimira je ženska oblika moškega osebnega imena Branimir.

## Pogostost imena
Po podatkih Statističnega urada Republike Slovenije je bilo na dan 31. decembra 2007 v Sloveniji število ženskih oseb z imenom Branimira: 39.

## Osebni praznik
Osebe z imenom Branimira lahko godujejo takrat kot osebe z imenom Branimir.